# Otstranden
Otaranta är en strand i Finland.   Den ligger i den ekonomiska regionen  Helsingfors  och landskapet Nyland, i den södra delen av landet, 6 km väster om huvudstaden Helsingfors.